# Simulium wulindongense
Simulium wulindongense är en tvåvingeart som beskrevs av Shu Wen An 2006. Simulium wulindongense ingår i släktet Simulium och familjen knott. Inga underarter finns listade i Catalogue of Life.